# Vänersborgs landsförsamling
Vänersborgs landsförsamling användes före 1947 som en oegentlig benämning på Vassända-Naglums (före 1888 Vassända och Naglum) och Väne-Ryrs församlingar i Skara stift. Vänersborgs församling uppstod omkring 1642 då i pastorat med dessa församlingar där den förstnämnda uppgick 1947 i Vänersborgs församling och den senare 2010.